# Sphaerophoma brencklei
Sphaerophoma brencklei är en svampart som beskrevs av Petr. 1924. Sphaerophoma brencklei ingår i släktet Sphaerophoma, divisionen sporsäcksvampar och riket svampar.   Inga underarter finns listade i Catalogue of Life.